# Equisetum font-queri
Equisetum font-queri är en fräkenväxtart som beskrevs av Werner Hugo Paul Rothmaler. Equisetum font-queri ingår i släktet fräknar, och familjen fräkenväxter. Inga underarter finns listade i Catalogue of Life.